# طوابع البريد والتاريخ البريدي لنيوزيلندا

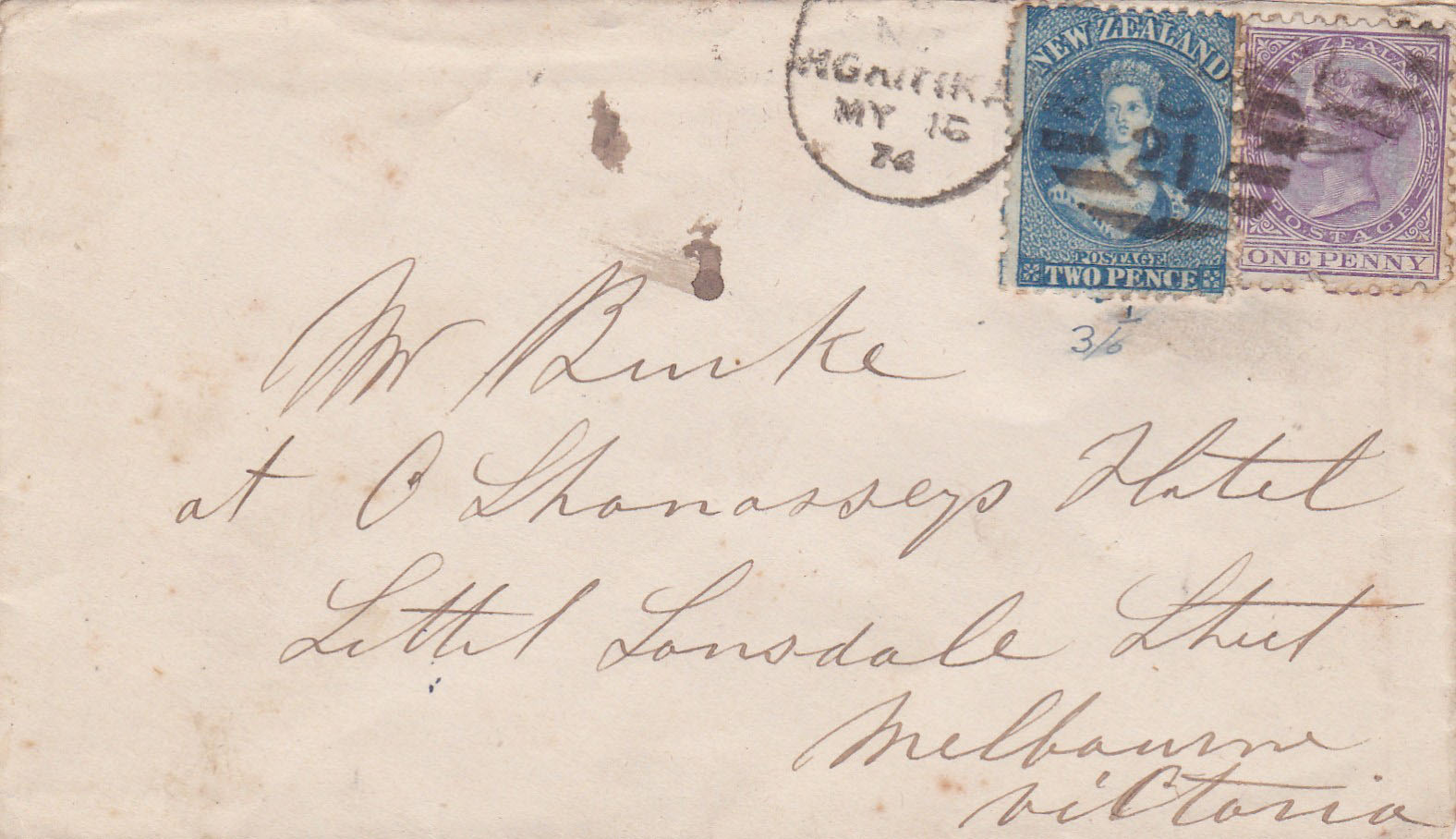
تصميم شالون واستبدال الواجهة الجانبية عام 1874

كانت الخدمات البريدية موجودة في نيوزيلندا منذ عام 1831 على الأقل عندما أرسل المدير العام لمكتب البريد في نيو ساوث ويلز تاجرًا من خليج الجزر لاستلام البريد وإعادته. أصدر الحاكم ويليام هوبسون مرسومًا يتناول المسائل البريدية مع أن الحكومة البريطانية احتفظت بالسيطرة حتى عام 1848.
أُنشئ عدد صغير فقط من مكاتب البريد في السنوات الأولى. توسعت الخدمات البريدية بشكل كبير منذ منتصف خمسينيات القرن التاسع عشر، مع قانون البريد المحلي لعام 1856 الذي سمح للحكومات الإقليمية بإنشاء مكاتب بريد، وقانون مكتب البريد لعام 1858 الذي أعاد تنظيم الخدمات البريدية تحت إشراف مدير عام البريد.
استمر مكتب البريد النيوزيلندي في العمل كإدارة حكومية حتى عام 1987 عندما أعيد تنظيم الخدمات البريدية تحت مسمى بريد نيوزيلندا وهي مؤسسة مملوكة من الدولة.
أُصدرت طوابع بريدية في نيوزيلندا منذ حوالي 18 إلى 20 يوليو 1855 وكانت الطوابع تحمل " رأس شالون " صورة الملكة فيكتوريا. استند التصميم على صورة كاملة لوجه الملكة وهي ترتدي ثيابها الرسمية في وقت تتويجها عام 1837 بواسطة ألفريد إدوارد شالون. في البداية كانت الطوابع تُقطع يدويًا من الأوراق. ولكن بدءًا من عام 1862 بدأت تُمرر هذه الأوراق عبر آلات التثقيب. استُخدمت رؤوس شالون حتى عام 1874 عندما استُبدلت بطوابع جانبية مطبوعة بتصاميم مختلفة.

## التاريخ

### رسوم بريدية عالمية بقيمة بنس واحد

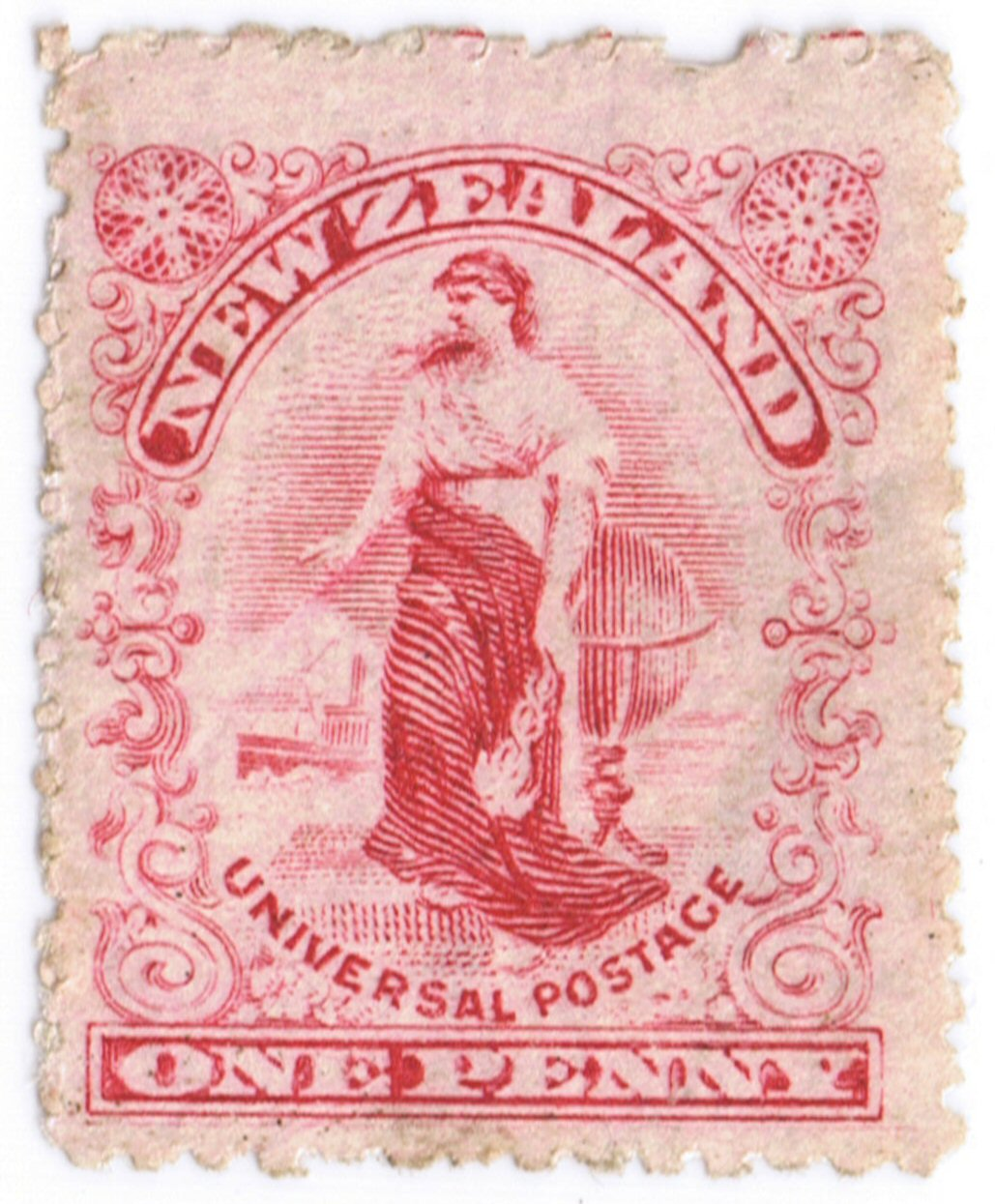
طابع بريدي عالمي، 1901، يحمل صورة زيلانديا

في الأول من يناير عام 1901 قدمت نيوزيلندا خدمة البريد العالمي بقيمة بنس واحد من نيوزيلندا إلى أي دولة في العالم ترغب في تسليمها. ولكن لم تقبل أستراليا والولايات المتحدة وفرنسا وألمانيا مثل هذه الرسائل خوفاً من الاضطرار إلى خفض رسوم البريد الخاصة بها لتتناسب مع هذه الرسوم. وقد أدى هذا أيضًا إلى خفض تكلفة إرسال الرسائل داخل نيوزيلندا إلى النصف.
ومع القلق من أن إيرادات مكتب البريد سوف تنخفض فقد ارتفعت أحجام البريد بشكل حاد وبحلول عام 1902 عوض المكتب كل الخسائر.

### أول آلة بيع طوابع
كانت نيوزيلندا أول دولة في العالم تقوم بإنشاء نماذج أولية لآلات بيع الطوابع وتثبيتها. حيث ثبيتوا واحدة منها في مكتب البريد العام في ويلينغتون في عام 1905.

### القرطاسية البريدية

غلاف أول رحلة جوية خاضعة للرقابة من أوكلاند إلى بابوا عام 1940

كانت أولى القرطاسية البريدية التي أصدرتها نيوزيلندا عبارة عن بطاقات بريدية في الأول من نوفمبر عام 1876. كانت العناصر التالية من القرطاسية البريدية التي أصدروها هي أغلفة الصحف وذلك في 1 أبريل 1878. صدرت بطاقات البريد لأول مرة في 1 يناير 1895 والمظاريف المسجلة في 21 يونيو 1898 والمظاريف في 4 يونيو 1899 وأوراق الرسائل الجوية أو البرامج الجوية في 17 نوفمبر 1941.

### إلغاء القيود التنظيمية
حُرر النظام البريدي في نيوزيلندا في الأول من أبريل عام 1998 مما يعني وجود العديد من شركات البريد المستقلة المختلفة الآن. لكن من الناحية العملية لا تزال هيئة البريد النيوزيلندية المملوكة للدولة تقوم بتسليم جميع الرسائل تقريبًا. في حين أن هذا صحيح بشكل عام لكن هناك عدد من المراكز التي تقف مستقلة ولديها أنظمة تسليم خاصة بها. وهي تعمل بنفس الطريقة مع الأظرف المطبوعة المدفوعة. يقوم بعضهم بطباعة طوابع بريدية خاصة بهم وإلغائها باستخدام علامة تعريف-ختم البريد. وتتوفر طوابعهم أيضًا لهواة الجمع.
تمتلك شركات البريد النيوزيلندية المستقلة التي تصدر طوابعها الخاصة ما يلي:
- بريد دي أكس
- البريد السريع
- بريد نيوزيلندا
- مركز وايتستون
- بريد بييت (جزء من بريد نيوزيلندا)

### الرموز غير القابلة للاستبدال
في عام 2023 أصدرت هيئة البريد النيوزيلندية مجموعة من طوابع رموز غير قابلة للاستبدال (أن أف تي) والتي بيعت خلال 24 ساعة.

## طوابع فردية

### طوابع نادرة

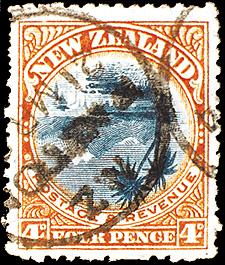
طابع بريدي يعود لعام 1904 به خطأ في عكس الصورة، ويظهر فيه بحيرة تاوبو

يمكن القول إن أندر طابع بريدي في نيوزيلندا هو طابع أتش أم أس فانغارد لعام 1949 ذو الثلاثة بنسات، وكان القصد إصداره كجزء من مجموعة من أربعة طوابع (2دي و3دي و5دي و6دي) لإحياء ذكرى زيارة ملكية. عندما أُلغيت الزيارة صدر أمر بإتلاف جميع نسخ الطوابع ولكن عددًا صغيرًا -ربما سبعة فقط- من قيمة 3دي نجا من الإتلاف. بيع أحد هذه الطوابع في مزاد عام 2017 مقابل 67,850 دولارًا نيوزيلنديًا.
من بين الطوابع النادرة الأخرى في البلاد هي طابع 1904 صورة 4 دي لبحيرة تاوبو معكوسة، وهو خطأ معكوس حدث في عام 1904. بيعت هذه النسخ في عام 1998 بمبلغ 66,500 دولار نيوزيلندي. لا يوجد اليوم سوى واحد منها.
الطابع البريدي الثالث ذو القيمة العالية في نيوزيلندا هو طابع معرض كرايستشيرش 1 بنس كلاريه لعام 1906. في حين أن جميع طوابع البنس تقريبًا في هذه المجموعة طُبعت باللون الأحمر القرمزي الفاتح، إلا أن ورقة واحدة طُبعت عن طريق الخطأ باللون القرمزي الداكن. بيعت طوابع فردية من فئة 1 دي في مزاد بأكثر من 20 ألف دولار نيوزيلندي.

### السلسلات
منذ تسعينيات القرن العشرين ظهرت سلسلة من الطوابع البريدية تصور كيويانا والتي تُظهر الجانب الأكثر غرابة والخارج عن المألوف في ثقافة نيوزيلندا. كانت إحدى هذه السلاسل هي مجموعة تاون آيكون لعام 1998 والتي تضمنت بعض التماثيل الكبيرة في نيوزيلندا مثل زجاجة الليمون الكبير وبايروا وتمثال نابير وتمثال بانيا والجزرة العملاقة أوهكوني والتمثال القاطع لـتي كويتي.

## الروابط الخارجية
- كتالوج طوابع الضرائب والرسوم السككية في أستراليا ونيوزيلندا.
- إصدارات بريد نيوزيلندا الحالية والمقبلة
- مزيد من المعلومات حول إصدار طوابع البنس العالمي
- القضايا التاريخية، من صحيفة نيوزيلندا بوست
- سجل مشغلي البريد
- صور طوابع نيوزيلندا
- جمعية نيوزيلندا لبريطانيا العظمى

قالب:PostalhistoryOceania